# Apache Commons
Pour les articles homonymes, voir Commons.
Apache Commons est un projet de la fondation Apache, faisant anciennement parti du projet Jakarta. Le but de ce projet est de fournir un ensemble de bibliothèques réutilisables et open source pour Java. Elles sont de ce fait, largement employées dans bon nombre de projets open source en Java. Ce projet se décompose en un nombre important de modules. Les plus utilisés sont les suivants :
- Commons Collections
- Commons DBCP
- Commons IO
- Commons Lang
- Commons Logging
- Commons Pool